# Marie Brizard et Roger International
Marie Brizard et Roger International SAS – firma francuska produkująca różnego rodzaju alkohole, założona w 1755 roku w Bordeaux przez Marię Brizard i jej siostrzeńca Jeana-Baptiste’a Rogera. Przez dziesięć pokoleń, aż do 1998 roku, była własnością jednej rodziny.

## Historia firmy
Zgodnie z legendą rodzinnej firmy, w dniu 11 stycznia 1755 roku Marie Brizard (1714–1801), córka bednarza Pierre’a Brizarda i jego żony Jeanne Laborde, przechodząc rankiem przez Place Royale (obecnie Place de la Bourse) w Bordeaux znalazła nieprzytomnego, chorego żeglarza o imieniu Thomas ze statku „Intrépide” z Indii Zachodnich. Zabrała go do domu i zaopiekowała się, ratując mu życie. W podzięce Thomas podarował jej jedyny skarb, jaki posiadał: tajny przepis na wyjątkowy likier anyżowy (mieszankę 11 roślin i przypraw).
Jeszcze tego samego roku Marie Brizard, z pomocą swojego siostrzeńca Jeana-Baptiste’a Rogera, stworzyła firmę o nazwie Marie Brizard & Roger. Firma szybko rozwinęła się, odnosząc sukcesy poprzez produkcję szerokiej gamy likierów, koktajli na bazie alkoholi, syropów, a w końcu win. Szczególnie popularne stały się takie alkohole, jak: Parfait Amour, Fine Orange, Créme de Barbade, Cinnamon Liqueur, Coffee Liqueur.
Po śmierci obojga założycieli firma przeszła w ręce Anny, wdowy po Rogerze, a następnie jej trzech synów. Byli to: Jean-Baptiste-Augustin, Basile-Augustin, Théodore-Bernard.
Firma pozostawała własnością tej rodziny przez dziesięć pokoleń, aż do 1998 roku, zyskując wiele nagród w kraju i za granicą oraz uznanie za wyjątkową jakość wyrobów.
W 1954 roku firma stała się spółką akcyjną, a w 2005 roku połączyła się z William Pitters International SA, która wzbogaciła ofertę, dodając swoje produkty, jak m.in.: whisky, poncze, koktajle, Litchao Liqueur (z owoców liczi), San José Tequila oraz bezalkoholowe aperitify.
Do końca XIX w. alkohole firmy Marie Brizard były już dostępne na całym świecie. Obecnie grupa sprzedaje ponad 200 mln butelek rocznie. Eksport stanowi 24% obrotów grupy, wynoszących łącznie 90 mln euro. Główne kierunki eksportu to: Wielka Brytania, Niemcy, Belgia, Stany Zjednoczone, Kanada, Japonia, Rosja i Europa Północna.
Od 2006 roku firma należy do grupy kapitałowej Belvédère.

## Działalność firmy
Grupa Marie Brizard posiada 6 zakładów produkcyjnych w następujących miejscowościach: 
- Bordeaux Fondaudège  (Francja);
- Bordeaux-Lormont (Francja);
- Aigre (Charente)-Gautier (Francja);
- Beaucaire (Gard)-Les Chais Beaucairois (Francja);
- Zizurkil (Hiszpania);
- Bodegas Marqués del Puerto w regionie Rioja Alta, w Fuentemayor (Hiszpania)[9].

Marka MARIE BRIZARD jest dostępna w 120 krajach. Firma organizuje w Bordeaux międzynarodowe seminaria dla barmanów i zawody w tworzeniu koktajli. Współpracuje ściśle z organizacjami barmanów: Association of Barmen in France (ABF), International Barmen’s Association (IBA), United States Bartenders’ Guild (USBG).
W 1981 roku ówczesny dyrektor firmy Gerard Glotin wpadł na pomysł, aby utworzyć międzynarodową organizację zrzeszającą firmy, które – podobnie jak Marie Brizard – pozostają własnością jednej rodziny ponad 200 lat. Z pomocą wielu instytucji handlowych i placówek dyplomatycznych znalazł 74 firmy, z których wybrał 30. Pierwsze spotkanie Stowarzyszenia Enochian miało miejsce w Bordeaux jeszcze tego samego roku. Ze względu jednak na zmianę prawnego statusu Marie Brizard nie jest już członkiem tej grupy.

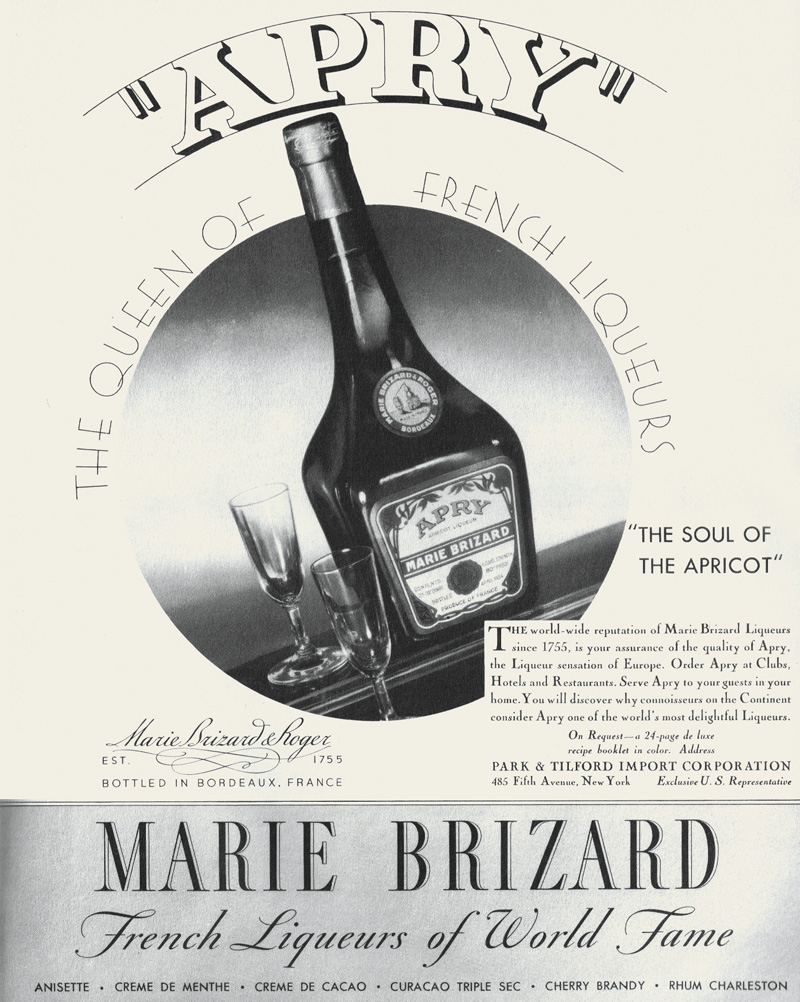
Likier Marie Brizard
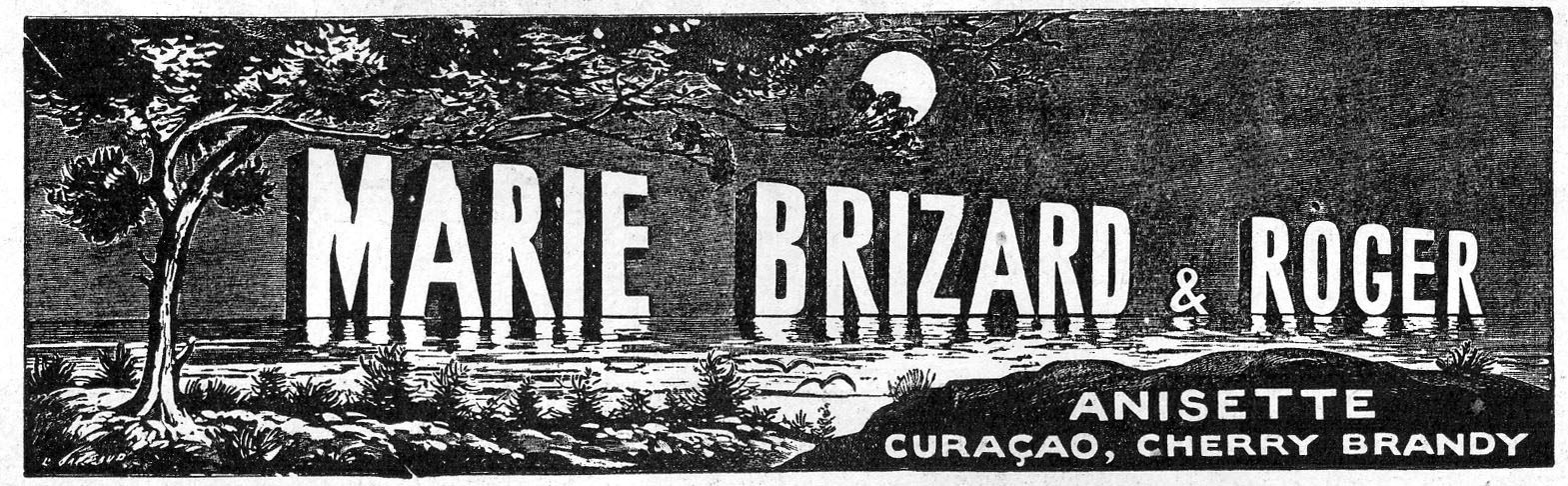
Reklama firmy, 1923 r.
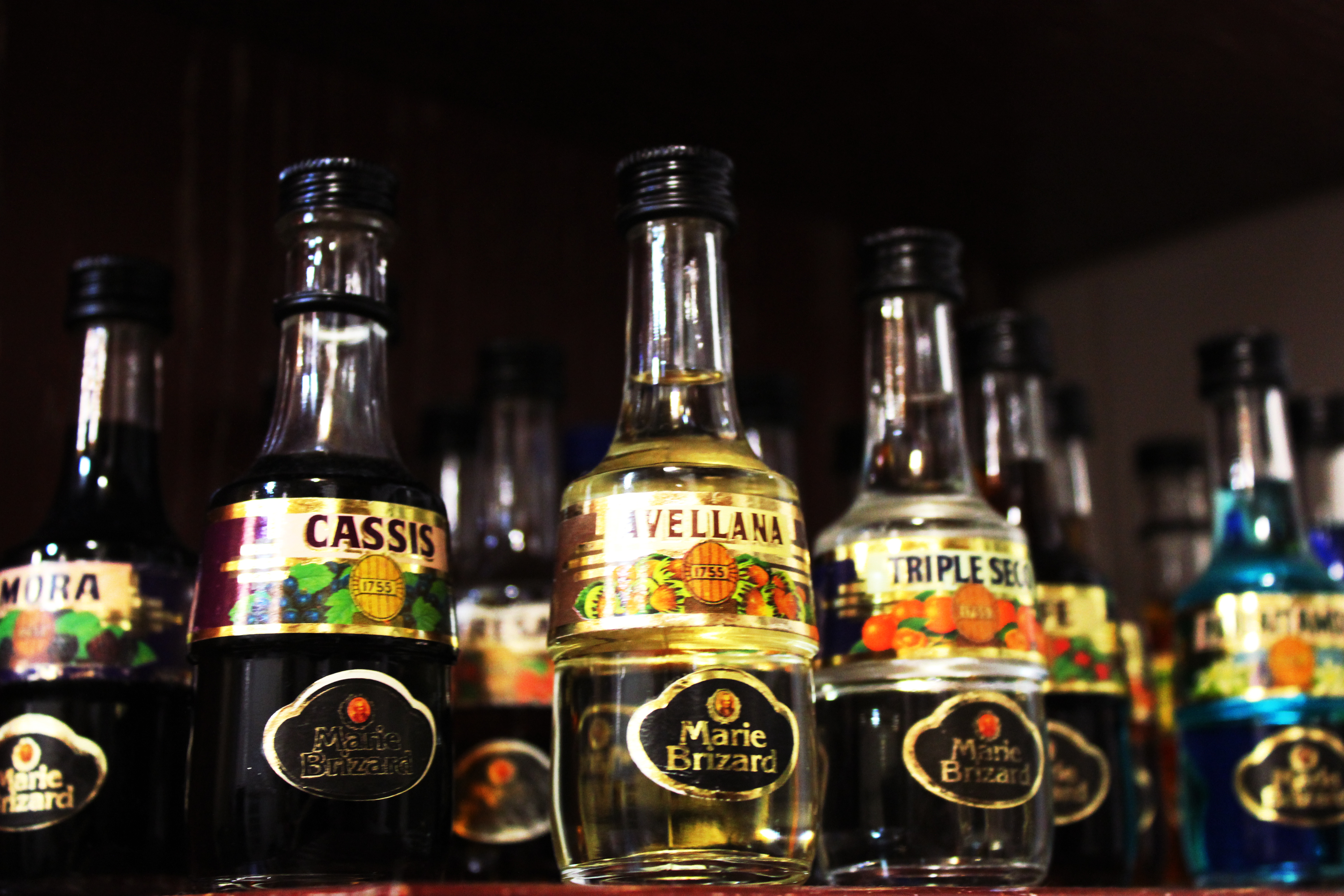
Oferta alkoholi